# Маторин, Николай Михайлович
Никола́й Миха́йлович Мато́рин (5 (17) августа 1898, дер. Первитино Тверской губернии — 11 октября 1936, расстрелян) — советский этнограф, религиовед, фольклорист, один из основателей и руководителей советской этнографии, один из основателей и первый директор Музея антропологии и этнографии им. Петра Великого, главный редактор журнала «Советская этнография». Первый директор Института антропологии и этнографии СССР (ИАЭ). Автор научных трудов по изучению верований и мировых религий, исследований проблем религиозного синкретизма (взаимопроникновения религий), защитник этнографии как самостоятельной исторической дисциплины.

## Биография
Родился в дворянской семье.
В 1916 году окончил с серебряной медалью Императорскую Николаевскую Царскосельскую гимназию и поступил на историко-филологический факультет Петроградского университета, где особенно увлёкся историей древних обществ. В 1917 году был призван на военную службу, после Октябрьской революции вернулся домой. Всей душой принял идеи революции, которым оставался верен до самой смерти. В марте 1919 года вступил в РКП(б) и затем в течение трёх лет был на советской и партийной работе в Гдове, а с июля 1922 года — в Петрограде в качестве секретаря Председателя Петроградского Совета и Председателя ИККИ Г. Е. Зиновьева.
Читал лекции в Институте географии (в дальнейшем — географический факультет ЛГУ) с 1924 года. В 1923—1925 был научным сотрудником НИИ марксизма, занимал видное место в партийной организации Ленинграда. После поражения Зиновьева на XIV съезде партии (1925) был отправлен на низовую работу в органы народного образования Псковской области, где одновременно с основной работой продолжал научную работу и писал лирические стихи. В 1927 году его перевели в Казань, где им была написана первая большая научная работа «Религия у народов Волжско-Камского края прежде и теперь. Язычество. Ислам. Православие. Сектантство» (М.,1929). Решетов А. М. считал, что время, проведённое в Татарии, стало «периодом становления Маторина, как учёного-этнографа, будущего организатора и руководителя науки».

### Научная деятельность и карьера
В сентябре 1928 года Николай Маторин вернулся в Ленинград, получив приглашение вести занятия в качестве доцента на этнографическом отделении географического факультета ЛГУ под руководством профессора В. Г. Богораза, высоко ценившего Н. М. Маторина как человека и учёного. Среди его учеников — Н. А. Кисляков, А. И. Клибанов, Л. П. Потапов, М. И. Шахнович и многие другие учёные, внесшие вклад в этнографию и религиоведение. Начиная с этого времени Маторин всё больше сосредотачивается на научно-организационной работе в области этнографии.
В 1928 г. Маторин организовал исследовательскую группу по изучению истории культов, то есть бытовой религиозности. Группа несколько раз меняла название и место сбора (ЛГУ, ГАИМК, ИПИН, МИР) в связи с должностными перемещениями руководителя. С сентября 1934 г. группа стала называться «Секция по изучению религий народов СССР». Её деятельность была особенно важна для музея, так как стимулировала научную деятельность всех сотрудников музея и привлекала специалистов из всех регионов страны.
В январе 1929 г. он назначается заведующим Отделением этнографического разряда Государственной академии истории материальной культуры (ГАИМК), членом методологического бюро этой академии. В январе 1930 его утверждают заместителем председателя КИПС (Комиссии по изучению племенного состава или Института по изучению народов (ИПИН) по рекомендации академика Н. Я. Марра. Исполняя здесь также обязанности зав. Русским сектором, зав. Европейским отделом, Маторин значительно активизировал работу научного коллектива по изучению религиозных верований и синкретизма, культуры быта современного села, экспедиционную деятельность.
В течение нескольких лет Маторин был председателем Отделения этнографии при Географическом обществе. Основная деятельность Николая Михайловича в конце 20-х—начала 30-х годов разворачивалась в различных научных центрах. В 1930 г. — приглашён на работу в АН СССР, на должность заместителя председателя Комиссии по изучению племенного состава СССР, опубликовал ряд работ по изучению деревенского уклада. Именно Маторин возглавил в АН СССР практическую работу по созданию ведущего академического центра этнографической науки.
В октябре 1930 г. Маторин был избран на должность директора Музея антропологии и этнографии им. Петра Великого (Кунсткамера). По отчётам АН СССР можно проследить большие изменения, происходившие в музее под его руководством и при его ближайшем участии. Так, в 1932 году был открыт второй зал 1-го Этнографического отдела (первобытного коммунизма) где располагалась экспозиция, посвящённая австралийцам и андаманцам. Вместо отдела эволюции и типологии культуры организован Кабинет музееведения и истории этнографии. За год было проведено 19 заседаний научного совещания с научными докладами. В 1933 году в МАЭ открылось восемь новых экспозиций и ряд временных выставок, введены в практику новые методы экспонирования, использующие кинотехнику, Яванского театра теней, японского кукольного театра, музыкальных иллюстраций и т. д. В целях активизации деятельности музея были налажены связи с рядом крупнейших зарубежных музеев, в частности с Музеем археологии и этнографии в Кембридже, Музеем Пенсильванского университета в Филадельфии, с Музеем естественной истории в Нью-Йорке.
В целях ознакомления зарубежных ученых с научной деятельностью МАЭ на английском, французском и немецком языках был издан специальный сборник.
В 1930—1936 гг. в помещении Русского музея при Этнографическом отделе был создан Этнографический театр, задачей которого было собирание, изучение и пропаганда средствами театра устного народного художественного творчества. Под влиянием произошедших вскоре для Маторина трагических событий было предано забвению то, что во главе этого театра наряду с В. Н. Всеволодским-Гернгроссом стоял и проф. Маторин. После закрытия театра в 1932 г. Николай Михайлович употребил все своё влияние и авторитет и добился восстановления его деятельности. При содействии Маторина и с его предисловием была издана фундаментальная работа «Игры народов СССР».
К 1931 г. Маторин стал профессором, ведущим специалистом по проблеме религиоведения, читал курсы лекций в нескольких учебных заведениях, в том числе в Ленинградском государственном историко-лингвистическом институте (ЛИЛИ). Принимал участие в создании учебных пособий. Особой популярностью пользовалось изданный под его редакцией и при его участии учебное пособие «Первобытное общество» (Л., 1932). Среди его создателей были также акад. И. И. Мещанинов, Б. Б. Пиотровский, А. В. Шмидт, С. Н. Быковский и др. Впоследствии издание было изъято из библиотек, так как некоторые его авторы были репрессированы.
С 1933 г. Маторин стал директором Института антропологии и этнографии, созданного в 1933 году, после того как в 1933 году МАЭ был объединен с Институтом по изучению народностей СССР (ИПИН). Институт структурно (помимо отдела музея) состоял из 3 секций рабочего совещание при директоре: этнографической (рук. Маторин), антропологической (рук. Б. Н. Вишневский), фольклорной (рук. М. К. Азадовский). Возглавленный им институт с первых дней своего существования стал комплексным научным и музейным учреждением с широкими международными связями. Под его руководством были проведены крупные Всесоюзные этнографические совещания. Под председательством Маторина здесь работала комиссия содействия местным научно-исследовательским институтам. К работе в музее Маторин привлёк ряд молодых талантливых учёных, среди которых С. М. Абрамзон, И. Н. Винников, С. В. Иванов, Н. А. Кисляков, Н. Ф. Прыткова и др. Для работы в институте были приглашены американский учёный Р. Ф. Бартон и индийский учёный В. А. Чатопадая, на стажировку в США была отправлена Ю. П. Аверкиева, в институте проходил аспирантскую подготовку американский индеец А. Финней.
В 1931—1933 гг. Н. М. Маторин выполнял обязанности главного редактора журнала «Советская этнография». С. М. Абрамзон писал о журнале, что его «разносторонняя деятельность в те, теперь уже далёкие годы заслуживает высокой оценки». Известный этнограф и историк науки А. М. Решетов также считал, что при нём журнал поднялся на качественно новый уровень и в немалой степени способствовал развитию фольклорно-этнографических исследований в нашей стране, выдвижению новых молодых сил, сыгравших в дальнейшем определяющую роль в развитии нашей науки". В состав редколлегии вошли наряду с учёными старшего поколения представители творческой молодёжи — С. М. Абрамзон, И. Н. Винников, Н. И. Гаген-Торн, А. Г. Данилин, А. И. Клибанов, М. И. Шахнович. Много сил и трудов Маторин отдал организации и изданию «Трудов Института по изучению народов СССР», редактированию «Известий ГАИМАК» (Государственная Академия истории материальной культуры), под его редакцией вышла целая серия работ его учеников и коллег. Принимал участие в работе по созданию энциклопедий, например, как член редакции «Уральской советской энциклопедии».
Будучи директором МАЭ, Маторин одновременно был одним из основателей Музея истории религии и атеизма, расположившимся в здании Казанского собора в 1932 г., приняв активное участие в составе комитета по его созданию и организации наряду с акад. Н. Я. Марром, акад. С. Ф. Ольденбургом, С. В. Волынским и В. Г. Богоразом. В системе АН Маторин имел авторитет крупного музейного специалиста и привлекался к организации различных академических выставок. В это время общественные науки находились под строгим надзором, они были вписаны в рамки марксизма-ленинизма, а изучение религии было возможно только в контексте научного атеизма.
Главным вкладом Н. М. Маторина в науку явились научные труды по изучению верований и мировых религий, исследования проблем религиозного синкретизма (взаимопроникновения религий), базирующиеся на литературных, полевых и музейных материалах. Маторин активно отстаивал этнографию как самостоятельную историческую дисциплину. «Выдающиеся способности к научно-организаторской работе нашли достойную реализацию в громадной плодотворной деятельности по перестройке этнографической науки в кон. 1920-х — нач. 1930 гг., в обеспечении её крупных успехов», — писал А. М. Решетов.

### Период репрессий
В декабре 1933 года под влиянием начавшихся против него интриг, Николай Михайлович подал (возможно, вынужденно) заявление об освобождении от должности. В 1934 году Маторин в качестве старшего специалиста ИАЭ ещё продолжал заниматься научной работой, выезжал в этнографические экспедиции, занимался фольклористикой. В 1934 г. в ИАЭ была введена новая структура, и основными научно-исследовательскими ячейками стали кабинеты, группы и секции, функционально отражающие основные направления научных исследований. Маторин возглавил деятельность двух крупных групп: первобытного коммунистического общества и фольклора доклассового общества. Николай Михайлович активно выступал с докладами: «Н. Я. Марр и историческая наука», «Эволюционная школа в этнографии», «Значение работ А. Н. Афанасьева в области сравнительной мифологии и советская фольклористика». Был подготовлен и сдан в печать сборник, посвященный 50-летию выхода в свет книги Ф. Энгельса «Происхождение семьи, частной собственности и государства». В том же, 1934 г. под редакцией Маторина были переданы в издательство два первых тома из запланированного шеститомного справочника «Народы СССР».
После убийства С. М. Кирова, 1 декабря 1934 г. в Ленинграде начались массовые преследования интеллигенции, подвергся чистке партийный аппарат. 29 декабря 1934 г. партком АН СССР исключил Маторина из членов ВКП(б) как бывшего оппозиционера, «не порвавшего идейных связей с контрреволюционной зиновьевской оппозицией». В ночь со 2 на 3 января 1935 года Маторин был арестован. 15 января 1935 года решением Президиума АН СССР был снят со всех занимаемых постов. В то время лагерные условия были относительно мягкими, Н. М. Маторину позволили продолжать научную деятельность, выписывать книги, писать статьи.
13 февраля 1935 года по приговору Особого совещания при НКВД СССР его осудили на 5 лет исправительно-трудовых лагерей «за контрреволюционную деятельность», он отбывал срок в лагере близ совхоза Малек под Ташкентом. В беседах с заключёнными он собирал материалы по религиозным представлениям, культу и быту ислама, работал над докторской диссертацией «Религиозный синкретизм», разрабатывал программы для изучения мусульманских народных верований, написал статью для «Фольклор как исторический источник», которую через руководство СазЛАГа направил в АН для публикации в «Советской этнографии». Работал над рядом статей, основанным на материалах Орловской губернии, о шаманизме, православии, исламе, старообрядчестве и т. д. Писал воспоминания о Льве Штернберге и В. А. Городовцове, писал много стихов.
18 февраля 1936 года его этапировали обратно — из Ташкента в Ленинград, поближе к Москве, где готовился в августе процесс над Каменевым и Г. Е. Зиновьевым. А 11 октября 1936 года выездная сессия Военной коллегии Верховного суда СССР под председательством В. Ульриха приговорила и его самого к высшей мере наказания. Расстрелян был Н. М. Маторин в тот же день.
После ареста Маторина и других этнографов в печати появились разоблачительные статьи, некоторые бывшие коллеги заклеймили его как врага народа. Долгое время имя крупного учёного-религиоведа, музееведа, руководителя и организатора этнографической науки было предано забвению. Первая статья о Маторине была опубликована лишь в 1969 г.
20 марта 1958 года приговор в отношении Н. М. Маторина был отменён Военной коллегией Верховного суда СССР за отсутствием состава преступления.

## Семья
Николай Михайлович родился в родовом имении в Первитино Тверской губернии в дворянской семье. Мать Николая Михайловича, Зинаида Николаевна Хвостова (1874—1939) происходила из старинных дворянских родов Хвостовых и Римских-Корсаковых. Особенной гордостью рода был участник Отечественной войны 1812 года адъютант Кутузова Арсений Николаевич Хвостов (1787—1830). После революции Зинаида Николаевна трудилась в Детском Селе в военном госпитале, воспитательницей в детском доме, а затем работала надомницей-швеёй на ленинградской фабрике «Большевичка». После ареста Николая Михайловича отправила своих шестерых детей из семи по этапу.
В 1937 году вместе с мужем расстрелянной дочери Нины (1904—1937) и одной из её дочерей Элеонорой была выслана в башкирский Стерлитамак, где умерла в 1939 году.
Отец Михаил Васильевич Маторин (1870—1926) происходил из Богородицка Тульской губернии из мещанской семьи потомков Ивана Маторина, прославившегося отливкой Царь-колокола. Его карьера была головокружительной: от армейского писаря в Петровском пехотном полку в Новгородской губернии до Управляющего финансовыми делами графа Бобринского и до Главного Казначея дворцовых музеев в Детском Селе. В соответствии с «высочайшим приказом» М. В. Маторин получил гражданскую должность VI класса (коллежский советник), сопровождавшуюся награждением личным дворянством. В тревожные дни революции М. В. Маторин сумел предотвратить отправку царской казны за границу, сохранял её до тех пор, пока не установилась советская власть, и тогда сдал её в банк. Михаил Васильевич был организатором охраны дворцовых ансамблей. За эти заслуги М. В. Маторин получил от правительства почётную грамоту. До своей смерти в 1926 году он продолжал трудиться в ГУБФО (губернском финансовом отделе).
После ареста Николая Михайловича вся его семья подверглась репрессиям. Братья Роман, агроном, (1906—1995), Михаил, член партии, педагог, директор детдома № 41 на улице Писарева в Ленинграде (1909—1984), Дмитрий, член Сборной команды Ленинграда в 1930-е, неоднократный чемпион и призёр первенства города в 1931—1936 годах по классической борьбе (1911—2000) получили приговор — 5 лет ИТЛ, из-за войны «задержались» на Колыме и провели там все 10 лет. Средняя сестра Зинаида, (1902—1984) после ареста мужа и его расстрела была сослана в Казахстан вместе с дочерью Тамарой, зимой 1942 года арестована и заключена в тюрьму. Ареста избежала лишь старшая сестра Наталья, выпускница Екатерининского института благородных девиц, (1900—1973), в блокаду похоронившая троих детей и мужа.
Репрессий не миновали жены и мужья репрессированных Маториных. Все они были реабилитированы во второй половине 1950-х годов.
Жена Николая Михайловича — Лидия Петровна Ильменская родилась 22 марта 1895 года в Новой Ладоге. В 1910 году вступила в партию большевиков. В начале 1920-х годов работала в Гдовском укоме, где и познакомилась с Маториным. В 1920 году они поженились. В дальнейшем занимала посты в культурно-просветительских учреждениях Ленинграда, Себежа, Казани. В последние годы свободной жизни возглавляла журнал «Работница и крестьянка». 27 февраля 1935 года была отправлена в Ташкент в административную ссылку вместе с детьми. Умерла 26 июля 1968 года.
Н. М. Маторин проживал в Ленинграде по адресу: ул. Герцена, д. 6, кв. 3.

## Труды
- Религия у народов Волжско-Камского края прежде и теперь. Язычество. Ислам. Православие. Сектантство. М., 1929.
- Этнография и советское строительство: (Тез. докл.) // Этнография. 1929. № 2. С. 118—121.
- Религия и борьба с нею в Северном крае. Л., 1930.
- Программа для изучения бытового православия. Л., 1930 (совм. с А. Невским).
- Женское божество в православном культе. Пятница-Богородица. Очерк по сравнительной мифологии. М., 1931.
- Современный этап и задачи советской этнографии" //СЭ. 1931. № 2. С. 3—38.
- Иконопись в антирелигиозной пропаганде. // Сов. музей. 1931. № 2. С. 45—54.
- Жрецы и знахари: Классовая роль жречества у народов Волжско-Камского края // Религиозные верования народов СССР. Т. 2. М., 1931. С. 282—286.
- Первобытное общество (учебное пособие, соавтор и редактор) Л., 1932.
- Возможна ли марксистская этнография (этнология): Тезисы доклада Н. М. Маторина / Всерос. археолого-этнограф. совещание 7-10 мая 1932 г. — Ленинград : Б. и., [1932]. — 12 с.
- 15 лет советской этнографии // СЭ. 1932. № 5/6. С. 1—14.
- Н. Я Марр и историческая наука (К 45-летию научной деятельности) // СЭ. 1933. № 5—6. С. 3—13.
- С. Ф. Ольденбург как этнограф: (Некролог) // СЭ. 1934. № 1/2. С. 3-5.
- К вопросу о методологии изучения религиозного синкретизма. (Сергею Фёдоровичу Ольденбургу. К 50-летию научно-общественной деятельности). 1882—1932. Л., 1934. С. 337—358.
- Две поездки в Поволжье // СЭ. 1934. № 4. С. 115—117.
- Этнография в краеведческой работе // Советское краеведение. 1934. № 11. С. 1—5
- Уральская советская энциклопедия. Т 1. Свердловск Москва, 1933 // СЭ. 1932. № 5—6. С. 209.
- Живые святые //Антирелигиозник. 1934. № 4. С.17—21.
- Абиссиния (Эфиопия): Сб. ст. М.; Л., 1936 (ред., совм. с Д. А. Ольдерогге; имя Маторина после ареста снято с титула).
- Программа для собирания этнографических и фольклорных материалов // ЭО. 1994. № 3. С. 155—158.
- К вопросу об идеологии скопчества // Критика религиозного сектантства. М., 1974. С. 178—182. (второе, посмертное издание)